# ベル文字
コンピューティングにおいて、ベル文字（ベルもじ、BEL: bell character）またはベルコード（bell code）とは、制御文字の一種である。
本来の目的は、データの送信先にいるオペレータに何らかの通知（「今からメッセージを送る」など）するために、相手側のストックティッカーやテレタイプ端末のベル（電鈴）を鳴らすことである。ストックティッカーはベル文字をティッカーテープに記録するが、プリンタはベル文字を受信してもそれを印字しなかった。
下位互換性を維持するために、テレタイプ端末にとって代わったビデオ表示端末 (VDT) は、同じ機能を実行するために、スピーカーやブザーを備えた。パーソナルコンピュータ(PC)もそれに倣った。端末エミュレータでは、デスクトップ環境の警告と統合したり（例えばmacOSのターミナルはシステム警告音を出す）、音を出さずにウィンドウを点滅させたりする。

## 表現
ベル文字は、ASCIIとUnicodeでは十進数で7、十六進数で0x07に割り当てられている。キャレット記法では ^G と表され、Unicodeでは制御文字の図形表現として ␇ (U+2407)が定義されている。
1972年に作られたC言語では、ベル文字は文字定数 \aで表される。'a'は"alert"や"audible"の頭文字である。'b'は既にバックスペースに使われていた。

## 使用法
Unix系オペレーティングシステムやDOS、Windowsでは、コマンドライン・インタプリタで以下のコマンドを実行することにより、ベルを鳴らす（またはそれに相当する動作）ことができる。
```
echo ^G
```

^Gは、キーボードの⎈ CtrlとGを同時に押すことにより発生する。
Linuxでは、以下のコマンドでも同じことができる。
```
echo -e "\a"
```

BashではANSI-C quotingが使用できる。
```
echo $'\a'
```